# Callanish (Europa)
Callanish è un'ampia struttura anulare presente sulla superficie di Europa.